# Уметност у Шпанији
Уметност у Шпанији датира од примитивних уметничких доприноса праисторијских народа који су насељавали хиспанско полуострво (Алтамира) поред њихових археолошких остатака у протоисторији као погребних добара: тестија, огрлица, дијадема, итд. И њихове погребне гробнице, као што су толоси из бронзаног доба, као и друге врсте сахрањивања у туриформним споменицима, у посудама или скулптурама које су изградили Ибери. Феничко-пунски, грчки, римски утицај и коначно долазак германских народа, најпре Визигота и неки византијски утицај на Левант, одредиће, заједно са европским хришћанством, шпанску уметност током средњег века и до данашњег дана.
У раној Шпанији, односно Хиспанији, оријентализујуће културно богатство (који је утицао на Тартесијанце и Ибере) и север (који је утицао на келтско становништво севера), били су два одлучујућа фактора за богаћење уметности на полуострву. Феничани и Пуни, са доласком Грка, касније ће обезбедити значајан утицај за Иберски народ.
Његово културно богатство достићи ће свој врхунац у шпанском златном добу (средина 16. века до средине 17. века), истичући личности у сликарству као што су Дијего Веласкес, Ел Греко, у књижевности; Франсиско де Кеведо, Гонгора итд. Ово културно богатство које се прелива у њиховим сликама, скулптурама и грађевинама, поред тргова и улица у шпанским градовима, несумњиво је резултат симбиозе хришћанске Шпаније (наследница Визигота) и исламске Шпаније, која је даровала велико уметничко богатство за векове који долазе.

## Праисторијска уметност

### Франачко-кантабријска уметност
Године 1872. откривена је шпанска палеолитска уметност, са сликама пронађеним у пећини Алтамира, а касније и на другим местима у северној Шпанији, југозападној Француској и на местима попут Малаге, пронађене су и ове врсте слика. Поред пећинских слика, пронађени су уметнички предмети различитих функција, симбола и естетике.
Религија је почела да се појављује у то време, као плод потребе за могућим неодговореним питањима која су постављана. То покушава да демонстрира теорија о уметничком предмету, која сматра да човек прави предмете и слика са магијско-религиозном димензијом, односно да су животиње за те људе магична и божанска бића (анимизам и тотемизам) и да их сликају да би постигли симпатичну магију. Друга теорија мисли да ће због контекста перпетуитета врсте давати сексуалне карактеристике објектима. Трећа и последња теорија је о концепцији стварања уметности ради уметности, односно без апстрактне мисли или циља који резултира њиховим благостањем или жељама људи тог времена, као што је обиље лова, побољшање времена итд.
Сакрални карактер овог периода припада пећинама, у којима се те животиње осликавају. Такође, у њиховим представама постоји изражен сексуални карактер. Унутар пећине постоје пролази који повезују различите коморе. Верује се да су ове коморе имале ограничен приступ.
Животиња се мора што верније приказати како би се симпатична магија правилно остварила по њиховом схватању, због чега користе полихромију да би постигли овај реализам. Многе животиње се приказују без главе да би им симболично одузели снагу, с обзиром на однос који је палеолитски човек успостављао, глава-снага. Симпатична магија се такође користи и за ловачке предмете или плоче, одакле потиче концепт уметника вешца, који прави предмете како би развио ту магију.
Приказ животиња се постиже цртежом контура животиње која ће касније бити попуњена или можда неће, зависно од случаја, монохромијом или полихромијом. Користе руке за сликање, али су такође почели да користе и четкице. Слика је направљена од земље, оксида и касније ће се користити и везиво (вода или животињска маст). Боје које су користили су црна, окер, црвенкаста и љубичаста, а касније ће се користити и бела. Доминантна боја ће бити црвена, а на другом месту црна. Црвена боја је била магична за њих због њене повезаности са крвљу и животом. У палеолиту фигуре су изоловане, понекад ће бити и преклапања слика.

### Левантска уметност
Становници полуострва ( пре 10.000-6500 година), због климатских промена и нестанка већих животиња за лов, емигрирали су ка левантинској обали и унутрашњим планинским подручијима. Дошло је до еволуције човека у начину размишљања. Лакши начин живота и повољни климатски услови довели су до еволуције у људском сликарству, при чему су своје светилиште правили на отвореном, у малим пећинама. Последњи ловци су имали апстрактно размишљање. У том тренутку ритуал је почео да буде важнији од анимистичког верског система. На сликама је почео да се приказује човек, насупрот претходној полихромији. Тада је превладавала монохромија. Црна боја је била доминантна заједно са црвеном, а ретко су се користили окер и бели тонови.

### Шематско сликарство
Овај тип сликарства се јавља између 2000. и 1500. године пре нове ере. Уместо спољашњег натурализма, долази се до представљања фигуралних облика путем апстракције у облику филиформних фигура ( као што су нити). Почињу да се појављују антропоморфне фигуре са наративним карактером и животиње које формирају групе. Насупрот животињама мањег формата, људска фигура је склонија шематском приказу. Човек се не појављује са било каквим атрибутом, док жена носи сукње.
Најважнија зона је југоисточни део полуострва, данашња Мурсија, Алмерија, Албасете... која представља раскрсницу путева: север-југ; исток-запад. Почиње медитерански утицај који долази са истока и запада, преко мора.
Почиње представљање бика са роговима сличним лунарном полумесецу, што симболизује плодност и родну моћ. Бик је заједнички симбол медитеранске културе, од Грчке до Шпаније. Бик је елемент оплодње за луну (мајку Земљу), верујући да ће захваљујући бику бити обилне жетве, због чега је ова животиња имала свето значење.
Сликарство еволуира од симбола до пиктограма, дајући цртежима више значења и стандардизацију цртежа ради бржег разумевања. Место где се слике приказују сматра се правим светилиштем. Пећине више нису на великим висинама удаљеним од човека, већ ближе њему. Прказују се алтериформне фигуре (обликоване као тегови) и облици чаробњака. Постоји могући египатски утицај од бога Сунца. Приказују идолне плоче у облику главе, са осећајем заштите. Дају важност очима, које су суштина човека.
Приказују се ритуални плесови са верским смислом плодности. Фигуре су шематске са веома сигурним потезима. Појављују се мушкарци обучени у капе и носе штитове, копља и штапове. Црвена боја ће бити најважнија у овом периоду. Наставља се и дихотомија мушког и женског.

### Мегалитизам
Као и у остатку Европе, мегалитизам се јавио и у Шпанији. Настао је због метафизичког размишљања о загробном животу, где човек почиње да размишља и да се пита о својој судбини након смрти.
Менхири имају облик планине и сматрају се светим. За њих се сматра да су мислили, да су прожимали животну енергију, као и да су повезивали три космичке сфере: пакао, земљу и небо. Други начин представљања овога биће зигурати и пирамиде у другим културама. Еволуција менхира доводи до стварања долмена, што је простор који се може назвати архитектуром због интервенције човека у стварању тог светог простора који штити од демонског, поред тога што је архитектура повезана са смрћу. Такође се налазе кромлекси, који су скуп менхира или долена постављених у круг.
Друга грађевина су ходнички гробови, који се састоје од гробне коморе која је повезана са спољним светом путем ходника. Тамо се обављају колективна сахрањивања заједно са гробним инвентаром за загробни живот. Овом врстом грађевине су стварали свето и заштићено место за претке, где би направили хумку и сахранили је земљом формирајући малу планину. Ово ће еволуирати тако да се гради са мањим камењем, потпуно кружним просторијама и гробном салом која иам облик куполе, са значењем небеске куполе, као што је круг змије која гризе реп, концепт вечности ка којој тежи размишљање људи тог доба. Каније ће еволуирати, постајући навете, у којима постоје зидани и аркитски елемнти. Постоји и друга врста гробног споменика: талалот који је мањи и кружног је облика.
Такође ће се јавити и таулоти, што су три велика камена, један усправно подржава други који се налази изнад у хоризонталном положају и трећи је дијагонално постављен као клин како би се избегло падање подржаног камена. Граде се зидови који окужују споменике како би се ограничио свети простор. Разматра се да је улога ових споменика двострука:
- Да би се боговима понудила храна, коју би ставили на врх.

- Да би се на врху поставило тело како би се распадало, као врста гробнице. Друга теорија наводи да би након кремирања тела пепелом се расуо тамо.

## Протоисторијска уметност

### Тартешанска уметност
Ова уметност започиње са митским краљевством Тартешана на југу полуострва, које се налазило око ушћа реке Тинто и протезало се од Алгарвеа до Хаена. Ово краљевство је било базирано на снажној економији заснованој на пољопривреди, сточарству и трговини. Друштво је било потпуно хијерархизовано. Истиче се комплекс архитектуре Канћо Роано, који је могао бити палата-светилиште и најважнији је у тертешком свету. Може се поделити на два периода: геометријски и оријенталистички.
До нас су стигли бројни уметнички предмети ( чирци, кадионице...) који нам показују напредак у њиховом владању металургијом и златарством.
Најкарактеристичније за период оријентализма је Благо Карамбола ( појас, наруквице, огрлице...) направљено од чистог злата. Део је гробног инвентара. Предмети овог блага су израђени техником карактеристичном за оријент, нема никаквих слика и присутна је идеја страха од празнине која долази из Оријента. Будући да је подељен на траке, јасно се види техника рељефног рада. Такође се јавља и геометризам који је чисто оријенталан.
Још једно важно благо је Благо Алиседе, које је вероватно израђено на истоку. Такође је од злата и доминира техника филиграна и резбарије.

### Феничанска и пунска уметност у Шпанији
Феничани, а касније и Пуници (Картагињани) основали су колоније на северу Африке и на југу Шпаније због богатства минералима, смештајући их на дневној удаљености једне од друге. Најважнија је Гадир, због обраде метала и сољења за конзервацију рибе.
У Гадиру (Кадис) су пронађена два антропоидна саркофага, један мушки и један женски, што показује да су били сахрањивани индивидуално. Утицај египатских саркофага је присутан, јер су покушавали да сачувају ка, како би могли да живе у загробном животу. Видљив је утицај грчког света у обради. Највише пажње је посвећено поклопцу, на којем се рељефом истиче глава као елемент размишљања: покривач тела подсећа на египатско балзамовање, али, за разлику од њега, удови су савршено приказани.
На мушком саркофагу десна рука мушкарца је на срцу, што је иконографски елемент који нам говори о балансу између добра и зла које ће бити неопходно за наставак живота у другом свету. Постоји велики детаљ у клесању који ствара светло-тамне ефекте на глави саркофага.
На женском саркофагу жена у десној руци држи плод који симболизује понуду боговима како би била пренесена у загробни живот. Очи су у облику бадема и гледају у хоризонт, геометризам је присутан у третману косе.
Истиче се феничански капитељ из Галере који је претеча јонског. Такође треба истаћи богињу из Галере, направљену од алабастера, која је служила као посуда за обављање либација и део је гробног инвентара. Одећа је оријентализована. Постоји интимна веза између обрва, носа и бадемастих очију. Присутно је правило фронталности са погледом у даљину. Богиња је боса и носи веома стилизовану тунику. Рука престаје да буде натуралистичка јер је превелика. Приказ престола показује јасну оријенталну тенденцију са две импресивне сфинге са страна које су симболи заштите. Лице сфинге је слично лицу богиње.
У вези са смрћу налазимо феничански тинатеријум, то је пунски парфемски суд коју је припадао гробним инвентарима. Перфектно је израђен. Појављују се четири бога и представа дрвета живота.
На Ибици постоји теракота у некрополи Пуиг де Молина. Зове се дама Ибице, пунски производ у вези са смрћу направљен од аутохтоних уметника. Направљен је од глине малих димензија. Постоји неуравнотеженост између удова и плашта. Представља богињу плодности у молитвеном ставу. Носила је капу и дијадему. Има низ огрлица са фигурицама које се понављају дуж одеће, оне имају функцију посуда. Има дугачак врат. Такође се примењује правило фронталности, са бадемастим очима и устима који дају осећај погледа у загробни живот. Постоје цветни елементи континуирано због страха од празнине која долази из Оријента. Треба напоменути да је фигура на доњем делу, гротескна, из чијих уста излазе два каликса, поново представља добро и зло, наговештавајући победу над злом и испупченост која представља велико срце.

### Грчка уметност у Шпанији
Уметност класичних култура различито је била присутна. Насеље Ампуријас (на грчком Емпорион) на североисточној обали донело је грчку цивилизацију и њене уметничке манифестације. Треба напоменути и присуство класичне уметности и на јужним подручјима, путем феничанског и картагинског утицаја.
Постоји пунска дама са веома грчким карактеристикама која држи руке у гесту даривања, не носећи тунику од цветова већ грчки плашт, а такође постоји тенденција ка натурализму са набраним тканинама. Постоји континуитет између обрва и носа, и има типичан грчки изглед. Истичу се декоративни елементи како би се истакла богиња. Ово показује да ће се источни свет стопити са грчким у целом Средоземљу у седмом веку пре нове ере.
Због граничних проблема и договора између обе стране, Грци су заузели полуострво Хиспанија или Иберија на северу данашње Валенсије, а Картагињани на југу. Грци су унели своју културу, тргујући луксузним предметима, што је довело до процеса акултурације. Ограничен простор за пољопривреду у Грчкој их је терао да тргују уметничким добрима за житарице и осталу храну која је обиловала у Хиспанији.
Постојале су многе разлике између грчких колонизатора и домородаца, због чега су контакти били минимални, а трговина се одвијала ван колонија. Формиране су занатске четврти, а урбанизам првих колонија утицао је на прве насеља келта.
Истиче се фигура бога Асклепија, бога медицине, а змија која се појављује поред његових стопала открива његов идентитет. Израђена је од мермера. Непознато је место њеног стварања, не зна се да ли су је грчки уметници направили у Иберији или су је донели из Грчке. Овде се јавља концепт класичне еуритмије, све је подређено канону и математици. Приликом обликовања фигура користе се основне геометријске фигуре: круг и квадрат у односу на канон. Торзо је остављен откривен имитирајући Зевса. Покушава се постићи савршено лице ethos и осећај судбине fathum. Тело се не подудара са лицем.
Кентаур из Ројоса, израђен у бронзи, који подсећа на иберске статуе. Појављује се техника лица које је изгубљено. Појављује се концепт разума, са људском главом, и инстинкта, са телом животиње. Има бадемасте очи, архаичан осмех и почиње се јављати осећај идеализације. Керамика ће бити луксузан предмет.

### Иберијска уметност
Иберијска уметност присутна је у источном и јужном делу полуострва, показујући утицаје медитеранских култура у значајним примерима скулптуре, попут Даме из Елће и Даме из Басе.
Пропаст Тартесоса почиње доласком индоевропских народа на северу полуострва и другог народа непознатог порекла на висоравни и у Андалузији. За Ибере се сматра да су могли доћи из централне Европе или северне Африке и заузели су место тартешанског народа.
Доћи ће до процеса акултурације Ибера од стране Грка. Ови народи су вођени краљем и саветом старих, под утицајем Рима неки Ибери ће усвојити сенат. То је високо хијерархизовано друштво. Економија се заснива на пољопривреди и сточарству, трговина се одвија са колонизаторским народима и међусобно. Иберски народ под утицајем грчког света изградиће градове сличне медитеранским.
Некрополе су почеле да се деле на две класе: за владајућу класу и за обичан народ. Постоји обред кремације са колективним сахрањивањем у гробницама у облику посуда. Гробнице обично имају облик круга због идеје вечности. Постоје, као у Тартесосу, гробнице са ходницима покривеним хумком, али је најчешћи облик гробница изграђен помоћу тменоса (зид) у којем се налазе гробнице у облику куле (најважнија је гробница Посо Моро) са елементима источњачке и медитеранске симболике.
Други облик сахрањивања је коришћење скулптура, као у случају Даме из Басе (5-6. век п. н. е.) или Даме из Елће. Сахрањивање у дамама коришћено је за најважније особе. Сахрањивани су у просторијама ископаним у земљи са потпуно израђеним зидовима. Око даме постављене су посуде заједно са другим предметима као део погребног инвентара. Непознато је да ли је дама имала улогу свештенице у животу или је представљала иберијску богињу.
Такође се истичу понудбене даме са светилишта лос Сантос, које су грубље од дама из Басе и Елће. Положене су као извршени завети у светилиштима. Обично су од кречњака или бронзе и варирају од 1 цм до 150 cm. У овим фигурама враћа се архаичан принцип фронталности. Капе су равне, са плаштом у цик-цак. Држе чашу која је жртва боговима. Још једна важна скулптура са овог брда је група брачних другова, који траже плодност за наставак врсте.

### Келтска уметност у Шпанији
На Иберијском полуострву супротно Иберима били су Келти, са грубљом културом. Касније су се спојили са Иберима (Келтибери). Њихова насеља су била уклопљена у природу и веома су била обликована планинама, а економија им је била заснована на сточарству. Келтски кастро је био утврђени град, али је фалило урбанизма (најважнији је био онај на брду Санта Текла). Колибе су им биле кружног облика, грађене од камена и сламом као кровом. Користили су правоугаона врата.
Бавили су се златарством и техником рељефног украшавања. Истичу се у скулптури животиња и фигуративној уметности, која је била грубља од иберске. Ово биле животиње заштитнице које штите стоку и пашњаке на којима је била заснована њихова економија. Обично су то биле свиње или бикови направљени од гранита, појављује се велики број ових примерака. Најпознатији су бикови из Гисанда у Авили. Гледају према северу. Имају став покорности са спуштеном главом. Имају велики шематски смисао, који је био важнији од натурализма. Бикови стоје и наглашени су рогови.
Користили су златне торке (огрлице) као мушки и женски накит. Такође су се истицали златни појасеви, са страхом од празнине због чега је коришћено рељефно украшавање. Истиче се и благо Рибадеа где постоји златни појас са цветовима од шест латица који представљају сунчев диск и који такође дају осећај заштите подручја.

## Римска уметност у Шпанији
Римски утицај на културу и уметност долази из хеленистичких колонија као што је Ампуријас и постаје широко распрострањен са освајањем Хиспаније од стране Римљана током Другог пунског рата (крајем 3. века пре нове ере).
На полуострво су негативно утицали римски грађански ратови, али је од Византије почела фаза снажног културног развоја кроз романизацију. Током владавине Августа и династије Јулијеваца-Клаудијеваца, инфраструктура путне мреже и градова се знатно побољшала (римски путеви, мостови, аквадукти, амфитеатри...). Долазак на власт хиспанских царева попут Трајана и Хадријана (2. век нове ере) довео је до улепшавања градова попут Италике. Међу урбаним комплексима истицали су се градови Августа Емерита (Мерида) и Тарако (Тарагона, седиште царског двора за време Августа током кантабријских ратова- од 29. до 19. п. н. е.). Други значајни споменици, попут аквадукта у Сеговији или моста у Алкантари, расути су по целој територији, као резултат широке и дубоке романизације.
У Хиспанији се имитирала уметност и мода из римске престонице (Емулатио). Постојала је културна уметност у Риму и у најважнијим градовима близу њега, у складу са хеленским стилом, више рационалистичким и натуралистичким. Историчар Бјанћи Бандинели је формулисао хипотезу да постоји друга уметност паралелна култној, која преузима провинциалне карактеристике и назива је плебејском уметношћу. Ова уметност, са кореном у народним слојевима, била је више забринута за циљ него за форму; била је шематичнија, једноставнија, експресионистичка и чак симболичнија од културне или званичне уметности. Већина провинцијске уметности могла би се упоредити са плебејском, и у свакој провинцији се развијала на различите начине.
Касни римски период отвара период познат као касна антика, у којој је радикална промена римске цивилизације имала своје последице на уметност. За Хиспанију, 4. век је означио нови период процвата (поново под царевима пореклом из Хиспаније, попут Теодосија), а из тог периода потиче већина археолошких остатака (као што су мозаици) који су расути по сеоским вилама па чак и градовима попут Комплутума (Алкала де Енарес).

## Рана хришћанска уметност
Рано хришћанска уметност представља крајњу фазу римског утицаја. Културна промена која се одвија током 2. до 4. века имала је мало утицаја на Иберијско полуострво, јер су инвазије германских племена започеле 409. године.
Током првих три века, ова уметност није била другачија од римске. Хришћанство се успоставља у Римском царству, али постоје територијалне разлике у успостављању. Њени почеци су непознати, везани за апостоле Павла и Јакова.
У 3. веку постоје бројни докази о постојању хришћанских заједница на Иберијском полуострву. Те заједнице имају везе са Римом и Италијом, али истовремено и са северном Африком, јер се у првим хришћанским почецима на Иберијском полуострву примећује афрички утицај.
Око 300. године одржан је сабор у Гранади, познат као сабор Илибери, где се помиње 35 бискупијских седишта у Хиспанији. У то време налазе се први уметнички остаци, углавном саркофази, који ће бити прве манифестације ране хришћанске уметности.
Ове ране палеохришћанске манифестације, саркофази, маузолеји, итд. настају на два начина:
- Први су породични маузолеји патриција хришћанске вере, који су увозили велике маузолеје из Рима.

- Други су настали од скромнијих хришћана који су стварали некрополе, попут оног у Тарагони или Кордоби. Обе имају палеохришћанске уметничке карактеристике.

Један од најпознатијих и најпопуларнијих мотива палеохришћанске уметности је Добри Пастир, скулптура у високом рељефу, приказан као пастир обучен у тунику, који носи овцу. Овај мотив симболизује Христа као спасиоца свог стада. У време раног хришћанства, слика Доброг Пастира се користила за украшавање надгробних споменика, саркофага и гробне скулптуре, како би се показало спасење душе. До данас су ретки примери сачувани. Један лик Христа као Доброг Пастира пронађен је у кући Пилатос у Севиљи. На слици је Христ приказан као младић, без браде, са овцом на леђима.

### Ранохришћанске грађевине
Палеохришћанска архитектура у Шпанији подразумева цркве, маузолеје, саркофаге на Балеарским острвима, у Тарагони и Мериди показују да су највише романизоване области оне које имају највише палеохришћанске архитектуре.

## Визиготска уметност

### Архитектура
Визиготи су пореклом из источне Европе, касније су постали римски војници и прешли на хришћанство. Прво су се појавили у Француској, а када су поражени у Толоси, преместили су престоницу у Толедо 507. године. Након Вандала, Свева и Алана, Визиготи су освојили Иберијско полуострво и населили се на северној Месети. Њихово присуство обухвата период од 5. до 7. века.
Њихова уметност се сматра хиспаноримском са класичним основама. Били су веома романизовани, па сукоб културе са римским грађанима Хиспаније није био веома изражен. Такође су имали утицаје византијске и источне уметности. По доласку, Визиготи су морали политички да уједине Шпанију политички и верски, што се догодило након Сабора у Толеду.
У архитектури се јављају две фазе:
- Фаза формирања названа арриана (415—587).
- Фаза сјаја (587—711).

Прва фаза је период насељавања у којем постоји континуитет палеохришћанске и хиспаноримске уметности, постоји континуитет римског класичног стила који је уведен путем металних предмета, копчи, итд. Визиготи су створили владавину која је имала моћ над целим полуострвом. Од архитектуре готово ништа није сачувано, имамо само студије о плановима цркава.
Друга фаза је период сјаја, Визиготи уједињују већи део полуострва. Њихова уметност достиже свој врхунац и сјај; има велики контраст са византијском уметношћу, која је грубља и једноставнија. Утицај овога траје у каснијој астуријској и мосарапској уметности.
Карактеристике визиготске архитектуре могу се истаћи у поређењу са остатком Европе. Ентеријери су суптилни и рустични. То је простор веома подељен који преноси идеју мистерије са таписеријама. Ова вишеструка подела унутрашњег простора контрастира са спољашњошћу која има равне волумене. Са спољне стране можемо да замислимо како изгледа унутрашња структура.
Што се тиче формалних елемената, користе се камени блокови који се уклапају до кости, само на ћошковима се користе дрвени копчићи за ојачање ћошкова. Камени блокови који се користе следе шаблон који има мере средњовековног штапа (80 cm), углавном су зидови дебели, глатки и без контрафора, што показује недостатак сигурности у изградњи и такође има врло мало прозора који ће бити само стрелнице.
Лук од потковице је основни елемент, већ коришћен у римској уметности, пореклом из Кападокије. Користи се због својих естетских карактеристика и грађевинских квалитета. За разлику од муслиманског лука, визиготски лук има спољашњу обрисну линију која не прати унутрашњу, што га савршено интегрише у зид.
Презвитеријум се подиже на степеницама и унутрашњи простор се хијерархијски уређује. Крстионица је изражена у визиготском плану. Овај тип крстовитог плана првобитно је био грчки крст или крст са једнаким краковима. Крстовити план се јавља због важности крстионице која има симболичну улогу и појаве сала које имају литургијски карактер.
Изнад апсиде налази се сводна комора која служи за чување литургијских елемената. Све цркве су окренуте према Јерусалиму, а апсида се осветљава прозорима. Унутрашњи простор је обележен ка истоку. Апсиде са обе стране имају обично две бочне коморе назване протхесис и диацоницон.
За покривање ових бродова користе се сводови, посебно за централни брод, док се за остатак цркве користи равна дрвена кровна конструкција. Такође, појаве полусферних купола под утицајем византијске уметности.
Што се тиче капитела, они су коринтски ред, али прилично су шематски, састављени од масивних листова или палминих гранчица, а на врху су замагљене волуте. Спољни делови ових цркава немају декорацију, а у ретким отворима користе се камени решеткасти прозори.
На главном прочељу налазе се звоници, а уобичајено је да на главном улазу буде присутан лук од потковице, типичан за шпанску уметност. Током овог периода формира се хиспанска литургија која утиче на конфигурацију унутрашњег простора. Ова хиспанска литургија ће остати на снази све до успостављања римске литургије у 11. веку која ће захтевати другачију организацију.
Појављује се иконостас који дели северни и јужни део. Испред ове баријере, верници се смештају према свом статусу као мушкарци или жене, заузимајући одвојене просторе. Иза иконостаса је простор посвећен иницијативама или хору свештеника. Хор и олтар су повезани.
Декорација се налази на капителима, у средишњим деловима зидова, како унутар тако и изван зграде, одсуство слободне скулптуре, тема је повезана са религијским сферама и сви имају комплементарну функцију као украси архитектуре. Инспирација потиче из савремености са другим народима у околини, што обично буде апстрактно или биљно, и фигуративно или натуралистичко, повезано са римском традицијом и византијским светом. Најбољи примери долазе из радионице у Мериди која следи претходну римску традицију, као што су украсни пиластери. Најчешће коришћени декоративни мотиви су птице, грожђе и листови аканта.

### Визиготско сликарство
Настаје у 8. веку. Није познато да ли је оригиналан за Шпанију. Појављује се тема Потопа, а тела су расута са одређеном намером перспективе. Боје су конвенционалне, а фигуре су приказане на натуралистички начин.

## Астуријска уметност
Ова уметност се јавља у Астурији, која је фокус отпора према муслиманској инвазији, ова уметност настаје у пастирском и изолованом језгру који немају везе са мосарапском уметношћу. Астурија се одупирала муслиманима и Астуријци су створили сопствену културу карактеристичну по изолацији, коју условљавају море и планине. Можемо разликовати три периода:
- Почетак 8. века, карактерише га окруженост планинама и морем и развија архитектуру без веза са Европом или Шпанијом, присутне су снажне грађевине а влада Алфонсо II (791–842).

- Фаза зрелости. Рамиро I (842–860).

- Фаза сјаја. Алфонсо III (860–910).

У првој фази доминирају визиготски елементи јер је ова уметност у почетку сматрана наследницом претходне и желела је да обнови хиспанску монархију.
У другој фази грађевине су конципиране са већом висином, доминира вертикалност. Појављују се греде од опеке које подржавају лукове пречника или греде, које су постављене попречно у односу на осу брода и које подржавају гредицу. Ови лукови одговарају потпорним зидовима или контрафорима. Апсиде су правоугаоне и прате визиготску традицију али се разликују по томе што овде нису одвојене. Прозори су спојени, чак и троделни, и у њима се задржавају решетке визиготске уметности. Грађевине се граде од камења. На зидовима се појављују слепе аркаде које имају декоративну и конструктивну функцију.
У трећој фази, краљевство Астурија се проширило све до Галисије, Леона и северне Кастиље. Почиње фаза репопулације и ту се астуријски стил меша са мозарачком уметношћу и назиру се неки романички елементи.
Астуријска уметност је финансирана и програмирана од стране круне и користи се као пропаганда, жели да посматрачу створи осећај континуитета са визиготским, као да Астурија представља настављача нације Хиспаније.

## Мосарапска уметност
Мосарапска уметност, укорењена у контексту 10. века, одражава јединствену мешавину муслиманских и хришћанских утицаја. Овај уметнички стил процветао је претежно у краљевству Леон, ширећи се по хришћанским краљевинама на северу. Територијално проширење леонске круне довело је до репопулације нових територија са мосарапима, хришћанима који су живели у муслиманским подручјима.
Године 900, леонско краљевство достигло је границу реке Дуеро, што је изазвало промену у политичко-административној организацији, са премештањем престонице из Овиједа у Леон и изградњом нових одбрамбених зидина и манастира.
На леонској висоравни, никле су грађевине које варирају од скромних цркава са једним бродом до сложених манастирских комплекса попут Светог Себријана од Масоте, Светог Михаила од Ескаладе или Сантијага од Пењалбе. 
Мосарапска уметност се истиче по својој формалној разноликости, спајајући две наизглед различите традиције, стварајући промискуитетан и оригиналан стил у контексту предроманике. Грађевине су показивале јединствену мешавину стилова, експериментишући са сводом, куполама, капителима, луковима у облику потковице инспирисаним калифалом и рељефима, као и техником зидног сликарства.
Израз мосарапски не означава само хришћанску уметност 10. века, већ и хришћане који су остали у муслиманском подручју. Хосе Камон Аснар је додао нијансе овој дефиницији, разликујући између мосарапске уметности хришћана у муслиманском подручју и области хришћанске репопулације на реци Дуеро.

### Минијатуре
Мосарапско сликарство се истиче по свом доприносу илустрацији религијских илуминираних рукописа, при чему су беати једно од најзначајнијих достигнућа. Карактеристике мосарапског сликарства укључују живе и упадљиве боје, посебно интензивну жуту, фигуре са понекад дивљачким и дечјим стилом, калиграфске елементе, фантастичне животиње, украсна слова направљена од људских фигура, архитектонске мотиве потковастих лукова и хировитих укрштених линија. Овај стил је еволуирао од почетног византијско-меровиншког утицаја ка исламско-каролиншком карактеру, укључујући елементе каролиншке школе и исламске арабеске.

## Исламска уметност
Муслимани нису стварали нова уметничка решења већ су прилагођавали она која су користили Персијанци и Византинци, али за разлику од њих успели су да створе универзалну уметност као што се десило са грчком и њеним ширењем путем римске уметности. Арапи су обављали сличан посао као Римљани у ширењу и проширивању уметничких форми. Ово ширење се протезало од Кордобе до Индије.
У Шпанији се ствара верско јединство где се исповеда вера, обавља пет дневних молитви, дају прилози као порески систем, пости се током Рамазана, обавља хаџ у светим местима, итд. Уметност је заинтересована за развој низа зграда: палате за политичку власт и џамије за верску власт, где се обавља петком молитва. Ради се о еклектичној уметности која користи све врсте материјала, облика и декоративних елемената, који потичу из римско-хришћанског, палеохришћанског и персијског света, поново користећи ове елементе.
Одбацује скулптуру и приказивање живих бића, али користи монументално писање. Типологије зграда су: хипостилска џамија која има кров подржан са више стубова, ове џамије имају два различита дела: портик (sham) и молитвена сала (haram). Постоји и мираб, што је капела где се поставља имам да води молитву и овде се чува примерак Курана. Мимбар је место где су смештене власти и одговара западним трибинама. Сабат је врста пролаза који је омогућавао диференцирани приступ властима у џамији.
Арапи су користили лук од потковице, са полихромијом црвене и беле боје, осим на горњем делу где су користили полукружни лук да подрже кров, коришћење овог лука од потковице на почетку је инспирисано визиготском архитектуром, стубови су глатки без декорисаног вратила и неки су коришћени из претходних зграда. Главице имају веома грубу биљну декорацију и инспирисане су класичним коринтским стилом. Постоје конзоле са точковима, што је преживљавање претходне архитектуре попут места где је изграђена џамија био је Сан Висенте. Брзина којом је Абдераман завршио дело не може се разумети осим ако не узимамо у обзир да су елементи били из претходне зграде која је имала 5 бродова и претвара их у 11 краћих, дорадивши неке декоративне елементе и додавши мираб.
Постоје два типа лука од потковице: визиготски и исламски. Разлика је у томе што се код визиготског види у његовом избочењу са концентричним интрадосом и екстрадосом који се код овог калифског лука померају из центра и екстрадос више није паралелан, само у првим каменим блоковима је паралелан и видимо како се шири.
Још једна новост је декорација лукова, различитим бојама или алтернативним каменим блоковима са рељефом, овај тип рељефа се назива атаурике, што су биљне форме са украсним ефектом. Кутни камени блокови су украшени са круговима атаурике. Треба имати у виду да иако су камени блокови наизглед постављени радијално, само ће камени блокови бити радијални од средине лука према горе и паралелни од линије импозиције до краја лука. Овај распоред се назива избочени камени блокови, они који су испод линије импозиције и уклопљени су са зидом.

### Уметност Насари
У 13. веку оснива се Краљевина Гранада која обухвата данашње провинције Малагу, Гранаду, Алмериу и Хаен, трајала је од 12. до 15. века. Најзначајнији симбол је Алхамбра у Гранади.
Градњу је започео Мухамед ибн Наср на већ постојећој тврђави на брдима Гранаде. Због црвенкасте боје опеке названа је Алхамбра. Главно језгро није изграђено све до 14. века за време Јусуфа I. Око ове централне зоне развијају се дворишта и собе, с фокусом на двориште Алберка или Арајанес. Биљни свет је део архитектуре, једино вечно и трајно је Алах и зато се гради са пропадљивим елементима како не би трајало вечно и како не би ривализирало са Алахом. Постиже се муслимански идеал рајског врта. Материјали су скромни, и декорација је богата гипсом. Људска фигура се не приказује због религије, већ се прекрива декорацијом биљним и епиграфским текстовима ислама. На крају дворишта је сала за пријем или Коморес. Са десне стране је друго двориште које се зове Двориште лавова, изграђено од стране Мухамеда V, са централним извором који држе лавови, окружено аркадама са стубовима са сценографским ефектом и осећајем манастира, са стране дворишта су Сала Абериенахеса и Сала две сестре. Ту су и собе, купатила, просторије за одмор и забаву. Изградњом дворишта желело се да посетилац не остане равнодушан.

### Уметност Мудехар
Мудехар уметност је уметничка творевина муслимана за потребе хришћана. Како је напредовала реконкиста, муслимани су се подвргавали хришћанској администрацији, на северу хришћани нису имали занатлије и били су приморани да ангажују муслимане и обраћају се архитектама да подигну своја дела. Муслиманска техника, која је била проверена вековима, стављена је на располагање хришћанима. Користе њихове идеје и естетске фантазије. Назив мудехар се смењује са називом мориско, а Амадор де лос Риос је сковао термин мудехар који се користи да означи мешовити производ Маура и хришћана. Не ради се о оригиналном производу већ о симбиози грађевинских и декоративних система. У тој мешавини стилова лежи оригиналност, а не у коришћењу нових грађевинских облика.
Мудехар стил није униформан широм Пиринејског полуострва већ је веома разнолик. Мудехар елементи су распрострањени широм полуострва и постоје локалне варијације. Скоро да нема мудехар елемената у Кантабрији и Пиринејима, док их има много у Толеду и долини Ебра. Ова локализација ће се разумети узимајући у обзир хронологију хришћанског напретка. До 12. века се не може говорити о мудехар уметности јер су хришћани имали само краљевства на северу и око долине Дуера. Тек са освајањем Фернанда И и Алфонса ВИ од Кастиље и са окупацијом долине Таха и Толеда, муслимански и хришћански народи долазе у контакт.
Градитељи су се добровољно исељавали током 9. и 10. века, а током мудехар ере почињу да раде за хришћане у 12. веку и настављају то да чине до 16. века, бивајући присиљени на то. Ови муслимански градитељи биће апсорбовани од стране јаче хришћанске културе.

## Романска уметност
Романика је верска, феудална и аристократска уметност. Клeрици имају исте интересе као племство и уметност романике ће бити успостављена из манастира.
Од 5. до 10. века у Шпанији су се развијали преромански стилови (визиготски, мосарапски, астуријски). Од 11. века ће се појавити романика као представник феудализма. Цркве из овог периода су прекретница у архитектури свих времена.
Ова архитектура настаје у Шпанији и њен први креативни фокус је у царству Карла Великог, реформа Клунија почетком 10. века је одређујући фактор архитектуре. Њена дела су цркве и манастири невиђених пропорција до тада. Манастири су били на одвојеним местима и успостављени су као одбрамбени бедеми. Све што се производи је вођено божанским и црквом, са космичким и моралним погледом. Овај дух се јавља у романском стилу од 10. века. Овај процват нове културе је нераскидиво повезан са средњовековном црквом.
Формирају се тешке, масивне грађевине. То је одраз нове друштвене потребе и ове форме, и уопште читаво друштво, одређене су религијом као последица освећења друштва.
Уметност је била сматрана естетском ствари и не као стварање култа. Романика је формалистичка. Сликарство и скулптура се само сматрају комплементарним елементима архитектуре. Сва репрезентација има украсну функцију унутар цркве и представља манифестацију светог. Романска црква је већих димензија. Ова већа димензија није због задовољавања људске потребе већ да би се задовољио Бог. Треба је проучавати као место и простор који човек додељује Богу. Заборављене су људске пропорције класицизма. То је први универзализовани стил на Западу од пада Римског царства. Шири се по целој Европи и представља манифестацију средњовековног хришћанства. У Шпанији има контакт са муслиманима, појављујући се примери као што је мудехар. Романика је обилна на северу Дуера и Ебра јер су јужне регије биле под муслиманском влашћу.
У Шпанији се успостављају два правца унутар романике, један стари долази из Каталоније током 10, 11. и 12. века, са утицајима из Милана, Бергама, Павије и Бреша. Други долази из јужне Француске. У Каталонији су подигнуте цркве за високе клерике и феудалне племиће. Други правац романике се инфилтрира у Шпанију путем пута за Сантијаго и почиње да се појављује у 11. веку. Одредиће стил Риохе, Галисије и Астурије у 11. и 12. веку. 
Први стил се развија у Каталонији, претежно на периферији Пиринеја. Типологија цркве у романици је најважнија, где се појављују карактеристични и често понављани елементи који чине прототип романске цркве. Црква је оријентисана ка Истоку (према Јерусалиму). 
Друга кључна типологија су манастири са централном осом, која је двориште, које је квадратног облика и са делом који гледа на двориште има аркаду и ходник намењен монасима. 

## Готска уметност
У 12. и 13. веку постоји стил који је прелаз између готике и романике, не постоје зграде у чистом стилу јер је потребно два или више векова за њихову реализацију. То може представљати тешкоћу у разумевању дела и такође је тешко датирати их између 12. и 13. века. У ово доба било је економских проблема за реализацију радова и зато се дуго градило.
Са готиком се мења ситуација. Зидови се мењају, зграде повећавају своју висину. Појављују се ребрасти сводови и имаће их све више. Појављује се свод за пренос тежине на тло путем оплетаја.
Ова решења не представљају иновацију у историји уметности. Долази до техничких решења како би се смањила тежина зида коришћењем лакших материјала. Готика је наставак романике и долази до периода прелазног стила који нам омогућава да видимо еволуцију ка готици. Клица еволуције готике је у њеном своду који захтева унутрашња и спољашња решења која омогућавају испробавање нових облика зграде.
Најкарактеристичнија грађевина биће тробродна катедрала са розетном на фасади, где се тимпан раздваја на колико има бродова. Трансепт је изражен у основи, има амбулаторијум и капелу апсиду у амбулаторијуму. На главној фасади постоје торњеви. Истичу се лукови и гаргуле. У 13, 14. и 15. веку, почињу да се развијају витки стубови, а ребрасте сводове прелазе у звездасте. Појављују се велике витраже и пламени сводови.
У скулптури се напуштају теме страха и постају више људске и реалистичне, инспирисане новим, такође религиозним темама. Више се не види Девица Марија као престо божји, већ много више изгледа људски, показује свог сина. Скулптуре се налазе на порталима и капителима, у ретаблима где се комбинују са сликарством. Такође, постоји и надгробна скулптура, слободно стојећа или причвршћена, а већи луксуз у погледу сахрањивања је када се то дешава испод свода или што је ближе олтару.

## Ренесансна уметност у Шпанији
Појам Ренесансе традиционално је обухватао неколико стилова које данас можемо сматрати независним, попут хиспано-фламанског или касног готског. Платерескни стил је само уметност која се бави декорацијом, а не независан стил. Шпанска ренесансна уметност је хибрид различитих стилова који неће следити италијански класицизам. То је век неодређености у уметности. Класична уметност била је прожета антропоцентризмом, па се ренесанса идентификовала с тим начином размишљања и имитирала ту уметност. У Шпанији су постојали повољни услови за развој ренесансе, али је и даље постојао велики конзерватизам цркве и племства који су подржавали готику. Пример је Санта Крус у Ваљадолиду, који комбинује готски стил с елементима ренесансе. Ово мешање назива се шпанском предренесансом.
То је значило слободу уметника (који нису били организовани у задруге) који су били заштићени од стране меценеа, истовремено је било и уздизање славе мецена. Други принцип је колекционарство, што имплицира склоност ка тражењу лепоте. Меценат је стигао у Шпанију преко Арагонске круне (краљевство Напуља) и путем племићке дипломатије с Италијом и Светом Столицом. Уметност је служила власти, што се поклапа с почетком ауторитарних монархија на штету феудалних господара. Постоји неоплатонски осећај који је култ лепоте која долази од Бога.

### Проторенесанса
Неки трагови ренесансе присутни су у грађевинама попут болнице у Сантијагу де Компостели, фасаде Универзитета у Саламанки (у смислу архитектуре припада предренесанси с платереском декорацијом) и капитуларна сала у Катедрали у Толеду (Сиснеросов стил).
У време Изабеле I од Кастиље дошло је до урбанистичке и санитарне реформе која се одразила на изградњу болница и других зграда, с намером да се модернизују стари средњовековни градови. Истичу се болница у Сантијагу де Компостели, у Гранади и болница Санта Крус у Толеду.

### Долазак ренесансе
Ренесанса стиже у Шпанију у рукама породице Мендоса која је била у Гвадалахари. 
Карлос I ће извршити обнову уметничког језика у овој другој половини века, доносећи многе ауторе из Италије. Од 1540-их година политику архитектуре делегира се Филипу II, тадашњем принцу. Како би створио нову слику града у складу са царем и хуманизмом, одлучује да модификује средњовековне алкажаре. Постојала је забринутост за обнову царевог стамбеног простора.
Године 1537. именује Алонса де Коварубијаса и Луиса де Вегу, архитектама краљевских грађевина. Они ће преуредити алкажаре у Севиљи, драматично мењајући двориште. Велики подухват се реализује у Гранади.

## Савремена уметност у Шпанији
Иако је Гоја велика фигура, шпанско сликарство 19. века карактерисао је континуитет академизма (Висенте Лопес, Мадрасови), при чему је сликарство историјских тема било најпрепознатљивије, а највећа награда, боравак у Шпанској академији у Риму.
У другој половини 19. века, сликари попут Маријана Фортунyја или Хоакина Сороље приближили су се импресионистичком прелому, док се у скулптури истицао Маријано Бенљиуре. У архитектури, након стилова историцизма попут неомудехара, еклектицизам је предводио промене века, а модернизам каталонске архитектуре је пружио најнапредније доприносе, посебно кроз Гаудија. У урбанизму, треба поменути План Серда и Сиудад Линеал.
Прва трећина 20. века названа је Сребрно доба шпанске књижевности и науке, иако су најпризнатији уметници попут Пабла Руиса Пикаса, Хулија Гонсалеса, Хуана Гриса, Хоана Мироа и Салвадора Далија стварали своја дела у Паризу у авангарди. У самој земљи су се истицали Хулио Ромеро де Торес или Игнасио Зулоага, а архитектура је доживела утицај модерног покрета кроз Групу Шпанских Уметника и Техничара за Напредак Савремене Архитектуре (GATEPAC).
После рата, стрипови постају најпопуларнији медиј у земљи. Сатирични тон може се пратити како у школи Бругуера, тако и у филмовима које потписује Берланга, док други редитељи попут Буњуела раде у изгнанству. На авангардном терену, треба поменути уметнике као што су Ћиљида, Пабло Серано, Саенс де Оиса или Тапиес.
Смрт Франка окончала је цензуру и довела до експлозивног културног раста у неким уметностима, посебно у аудиовизуелним и графичким, попут стрипа и дизајна, са феноменима попут Педра Алмодовара.

## Уметничке дисциплине
- Архитектура
- Артесанија
- Графичке уметности
- Кинематографија
- Шпански плес
- Вајарство
- Фотографија
- Стрип
- Књижевност
- Музика
- Сликарство
- Позориште
- Корида

## Музеји уметности
- Музеј Прадо (Мадрид)
- Музеј Краљица Софија (Мадрид)
- Национални музеј уметности у Каталуњи (Барселона)
- Музеј Гугенхајм у Билбау
- Музеј Савремене Уметности у Виторији
- Валенсијански Институт Модерне Уметности (Валенсија)
- Музеј Пабло Серано (Сарагоса)
- Национални археолошки музеј (Шпанија)

## Светска баштина у Шпанији
Јединство за образовање, науку и културу УНЕСКО уврстило је следеће шпанске објекте и историјско-уметничке комплексе као дела светске баштине, поређане по години њиховог проглашења за такве:

### Дела
- 1984 Парк Гуељ, Палата Гуељ и Кућа Мила у Барселони (Шпанија).
- 1984 Ескоријал у Мадриду (Шпанија)
- 1984 Катедрала у Бургосу
- 1984 Алхамбра, Хенералифе и Албајсин у Гранади (Шпанија)
- 1985 Пећина Алтамира у Кантабрији
- 1987 Катедрала, Алкасар и Архив Индија у Севиљи (Шпанија)
- 1991 Манастир у Поблету
- 1997 Манастир Сан Миљан од Јуса и од Суса
- 1998 Универзитет у Алкали де Енарес
- 2000 Римски мурал у Лугу (Шпанија)